# Caloboletus kluzakii
Bolet faux-radicant, Bolet de Kluzák
Espèce
Statut de conservation UICN

 DD  : Données insuffisantes
Caloboletus kluzakii, le Bolet faux-radicant, est une espèce rare de champignons (Fungi) basidiomycètes non comestibles du genre Caloboletus dans la famille des Boletaceae. Il est très proche de Caloboletus radicans dont il s'en distingue principalement par un chapeau aux teintes rosées et une couche sous-cuticulaire rougeâtre.

## Taxonomie
Le nom correct complet (avec auteur) de ce taxon est Caloboletus kluzakii (Šutara & Špinar) Vizzini.
L'espèce a été initialement classée dans le genre Boletus sous le basionyme Boletus kluzakii Šutara & Špinar.

### Synonymes
Caloboletus kluzakii a pour synonyme :
- Boletus kluzakii Šutara & Špinar

### Phylogénie
Jusqu'en 2014, cette espèce était connue sous le nom de Boletus kluzakii. Des changements récents, dans le cadre phylogénétique de la famille des Boletaceae ont entraîné le transfert de cette espèce, ainsi que de plusieurs autres bolets apparentés, dont Caloboletus calopus, dans le genre Caloboletus. Il a été décrit scientifiquement en 2006 par Josef Šutara et Pavel Špinar, à partir de spécimens collectés en République tchèque. Le champignon avait déjà été publié sous le nom de Boletus fallax par le mycologue tchèque Zdeněk Kluzák en 1988, mais ce nom n'était pas valide, car il avait été utilisé auparavant par E.J.H. Corner pour un bolet malais (transféré plus tard dans le genre Boletellus sous le nom de Boletellus fallax).

### Étymologie
L'épithète spécifique du taxon honore les contributions de Z.Kluzák dans la description de l'espèce.

### Noms vulgaires et vernaculaires
Ce taxon porte en français les noms vernaculaires ou normalisés suivants : bolet faux-radicant, bolet de Kluzák.

## Description du sporophore

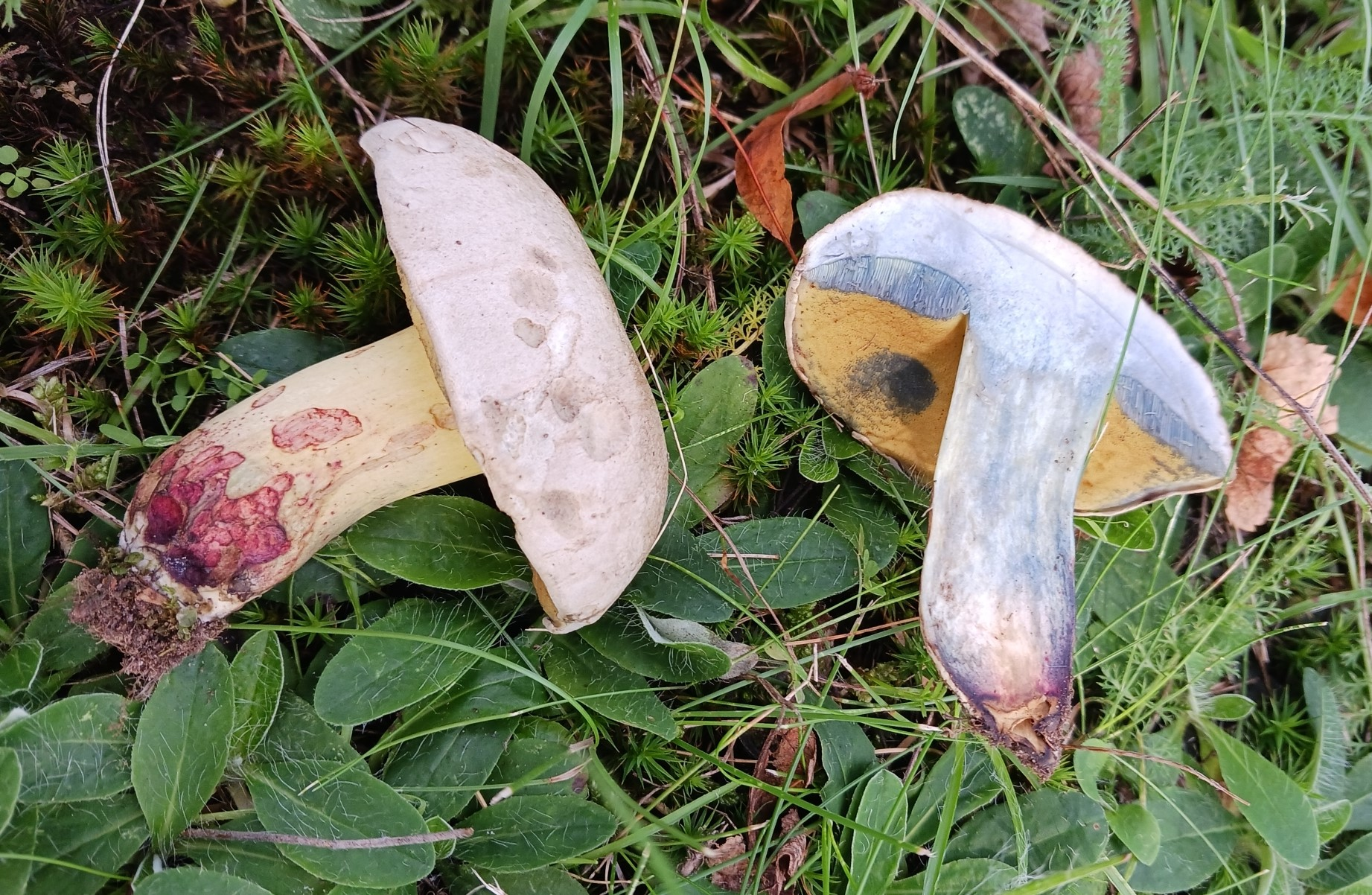
Deux sporophores de C. kluzakii en Allemagne.

Les bolets sont des champignons dont l’hyménophore, constitué de tubes et terminés par des pores, se sépare facilement de la chair du chapeau. Ce chapeau d'abord rond, recouvert d'une cuticule, devient convexe à mesure qu’il vieillit. Ils ont un pied (stipe) central assez épais et une chair compacte. Les caractéristiques morphologiques de C. kluzakii sont les suivantes :
Son chapeau, mesurant 7 à 15 cm de diamètre, est d'abord de forme hémisphérique, puis convexe avec une marge incurvée, enfin pulvinée. À l'état jeune il est de couleur blanchâtre ou pâle avec une légère teinte grisâtre, crème ou rosée, puis plus ou moins rose blanchâtre, rose ou rose pourpre, parfois même pourpre-rougeâtre (rarement brunâtre) à certains endroits. La surface se colore immédiatement de rouge lorsqu'on le manipule ou qu'on le meurtrit. Après plusieurs heures, la couleur des endroits meurtris passe lentement du rouge au brun pâle ou, lorsque la surface du pileus a été plus fortement meurtrie, au brun foncé. La cuticule du pileus est de texture subtomenteuse, progressivement glabrescente, sèche, mate, mais quelque peu collante (subviscide) lorsqu'elle est humide. La couche subcuticulaire est de couleur rouge ou rouge violacé. Un soupçon de teinte rougeâtre de la couche sous-cuticulaire persiste même dans certains spécimens séchés.
L'hyménophore présente des tubes presque adnés ou quelque peu déprimés autour du stipe, de 0,7-1,3 cm de long, de couleur jaune citron, devenant jaune olive ou jaune brunâtres avec l'âge, bleuissant lorsqu'ils sont coupés. Les pores sont petits, arrondis, concolores aux tubes, fortement bleuissant lorsqu'ils sont meurtris.
Le stipe mesurant de 6 à 9 cm de long, 2-3(-4) cm d'épaisseur, est de forme cylindrique ou quelque peu élargi vers le bas, de couleur jaune vif en dessus, jaune clair en dessous, parfois avec des taches brun rouille, parfois aussi partiellement rouge vineux dans la zone basale. Il est réticulé presque sur toute la longueur ou au moins dans la partie supérieure. La réticulation jaune s'assombrit lors de la manipulation. Il vire au bleu à la coupe.
La chair bleuit à la coupe, elle a une saveur amère et une odeur faible.

### Caractéristiques microscopiques
Ses spores sont de forme boletoïde, en vue de face de forme fusoïde-ellipsoïde, en vue de profil inéquilatérale avec dépression suprahilaire. Lisses au microscope optique, elle mesurent (10-)11,5-14(-16) × (4,5-)4,8-6(-6,5) μm. (4,5-)4,8-6(-6,5) μm, Q (rapport longueur-largeur) = (1,7-)2,2-2,7(-3,0), de couleur jaune ou brunâtre dans le réactif de Melzer.

## Habitat et distribution
Il s'agit un champignon ectomycorhizien, trouvable sous Quercus robur (parfois aussi avec Pinus sylvestris à proximité).

## Comestibilité
Tout comme le Bolet radicant, le Bolet faux-radicant est non comestible à cause de son amertume, potentiellement émétique .

## Confusions possibles
C. kluzakii est étroitement lié au  Bolet radicant (Caloboletus radicans), dont il diffère principalement par la couche sous-cuticulaire rouge ou rouge violacé du pileus. La coloration rouge de cette couche est facilement visible à la fois sur les coupes transversales et sur les endroits scalpés de la surface du pileus. La disposition de la zone corticale du pileus en deux couches de couleur différente, à savoir la cuticule supérieure, pâle, et la couche sous-cutanée inférieure, rouge ou rouge violacé, est la raison pour laquelle la surface du pileus de Caloboletus kluzakii devient rouge lorsqu'on la manipule ou qu'on la meurtrit. Ce changement de couleur, qui est généralement très visible, peut difficilement être ignoré lors de la collecte des sporophores. La présence de la couche subcuticulaire rouge et le rougissement de la surface du pileus sont des caractères importants, en particulier pour l'identification des jeunes carpophores de C.kluzakii, qui ont un pileus blanchâtre ou pâle et qui sont, à première vue, assez semblables à ceux de C.radicans. Chez C.radicans, la couche sous la cuticule du pileus est brunâtre ou gris-brunâtre pâle (pas rouge) et la surface du pileus se colore de brun ou de gris-brun lorsqu'elle est meurtrie, et de bleu-brun ou de bleu lorsqu'elle est plus fortement blessée. À des stades de développement plus avancés, C.kluzakii se distingue aussi généralement de C.radicans par son pileus rose ou rose pourpre, qui est parfois même partiellement pourpre-rougeâtre. Les formes typiques de C.radicans ont un pileus blanchâtre, blanc-grisâtre, crème pâle ou beige pâle, parfois (en particulier chez les Sporophores plus anciens) brun pâle.